# Liste der Bodendenkmäler in Drolshagen
Die Liste der Bodendenkmäler in Drolshagen enthält die denkmalgeschützten unterirdischen baulichen Anlagen, Reste oberirdischer baulicher Anlagen, Zeugnisse tierischen und pflanzlichen Lebens und paläontologischen Reste auf dem Gebiet der sauerländischen Stadt Drolshagen im Kreis Olpe in Nordrhein-Westfalen (Stand: 29. Juni 2016). Diese Bodendenkmäler sind in Teil B der Denkmalliste der Stadt Drolshagen eingetragen; Grundlage für die Aufnahme ist das Denkmalschutzgesetz Nordrhein-Westfalen (DSchG NRW).
| Bild | Bezeichnung                                                                           | Lage          | Beschreibung | Bauzeit | Eingetragen seit | Denkmal- nummer |
| ---- | ------------------------------------------------------------------------------------- | ------------- | ------------ | ------- | ---------------- | --------------- |
|      | Hohlwegbündel, Reste der Eisenstraße von Frankfurt nach Hagen                         | Germinghausen |              |         | 03.09.1990       | 1               |
|      | Hohlwegbündel an der Jägerfichte, Reste des Römerweges von Bonn in Richtung Paderborn | Brachtpe      |              |         | 03.09.1990       | 2               |